# Besmé
Pour les articles homonymes, voir Besme.
Pour la langue, voir Besmé (langue).
Besmé est une commune française située dans le département de l'Aisne en région Hauts-de-France.

## Géographie

### Localisation
Besmé se situe dans le nord-ouest de l'Aisne. Au nord du village direction Manicamp, au sud direction Blerancourt, à l'ouest direction Bourguignon-sous-Coucy puis vers l'est Saint-Paul-aux-Bois.

### Hydrographie
La commune est située dans le bassin Seine-Normandie. Elle est drainée par le ruisseau du Ponceau, le cours d'eau 01 de la commune de Blérancourt et le cours d'eau 01 de la commune de Bourguignon-sous-Coucy,,.
Le ruisseau du Ponceau, d'une longueur de 10 km, prend sa source dans la commune de Blérancourt et se jette  dans l'Ailette à Manicamp, après avoir traversé six communes.

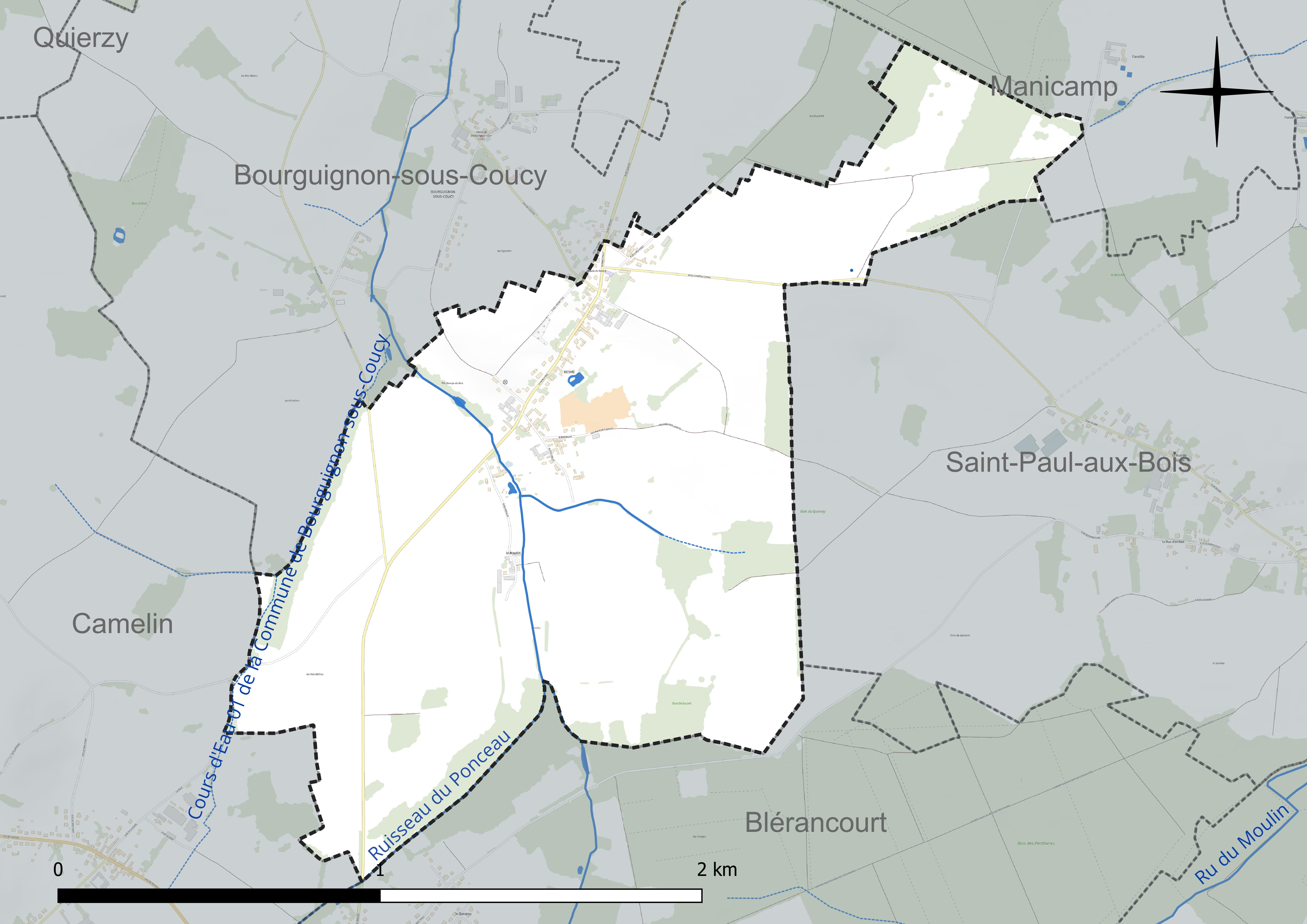
Réseau hydrographique de Besmé.

### Climat
Pour des articles plus généraux, voir Climat des Hauts-de-France et Climat de l'Aisne.
En 2010, le climat de la commune est de type climat océanique dégradé des plaines du Centre et du Nord, selon une étude du CNRS s'appuyant sur une série de données couvrant la période 1971-2000. En 2020, Météo-France publie une typologie des climats de la France métropolitaine dans laquelle la commune est dans une zone de transition entre le climat océanique et le climat océanique altéré et est dans la région climatique Nord-est du bassin Parisien, caractérisée par un ensoleillement médiocre, une pluviométrie moyenne régulièrement répartie au cours de l'année et un hiver froid (3 °C).
Pour la période 1971-2000, la température annuelle moyenne est de 10,5 °C, avec  une amplitude thermique annuelle de 15,3 °C. Le cumul annuel moyen de précipitations est de 680 mm, avec 11,3 jours de précipitations en janvier et 9 jours en juillet. Pour la période 1991-2020 la température moyenne annuelle observée sur la station météorologique la plus proche, située sur la commune de Chauny à 10 km à vol d'oiseau, est de 11,1 °C et le cumul annuel moyen de précipitations est de 709,9 mm,. Pour l'avenir, les paramètres climatiques de la commune estimés pour 2050 selon différents scénarios d'émission de gaz à effet de serre sont consultables sur un site dédié publié par Météo-France en novembre 2022.

## Urbanisme

### Typologie
Au 1er janvier 2024, Besmé est catégorisée commune rurale à habitat dispersé, selon la nouvelle grille communale de densité à 7 niveaux définie par l'Insee en 2022.
Elle est située hors unité urbaine et hors attraction des villes,.

### Occupation des sols
L'occupation des sols de la commune, telle qu'elle ressort de la base de données européenne d'occupation biophysique des sols Corine Land Cover (CLC), est marquée par l'importance des territoires agricoles (84,9 % en 2018), une proportion identique à celle de 1990 (84,9 %). La répartition détaillée en 2018 est la suivante : 
terres arables (80,8 %), zones urbanisées (8,4 %), forêts (6,8 %), prairies (3,2 %), zones agricoles hétérogènes (0,9 %).
L'évolution de l'occupation des sols de la commune et de ses infrastructures peut être observée sur les différentes représentations cartographiques du territoire : la carte de Cassini (XVIIIe siècle), la carte d'état-major (1820-1866) et les cartes ou photos aériennes de l'IGN pour la période actuelle (1950 à aujourd'hui).

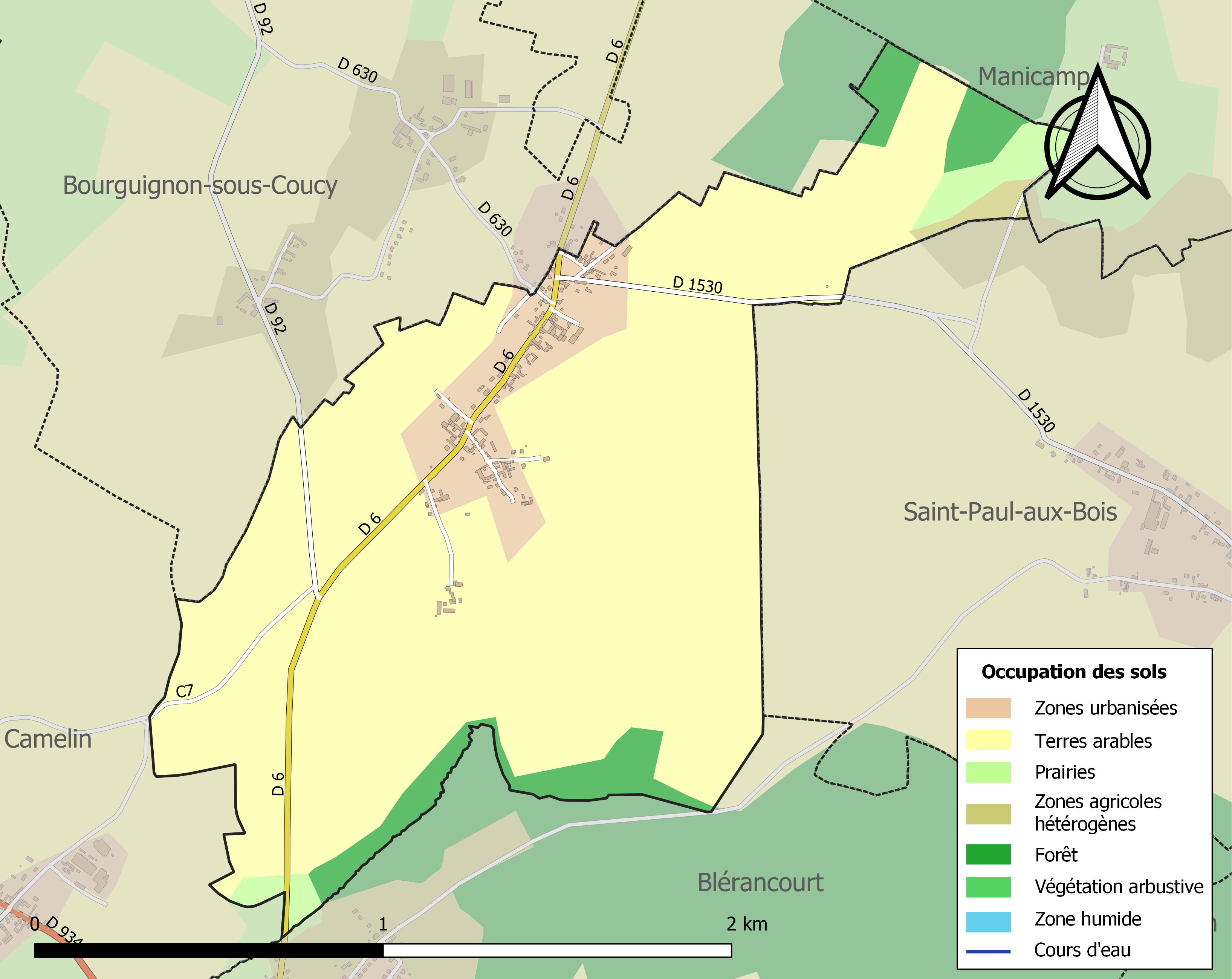
Carte des infrastructures et de l'occupation des sols de la commune en 2018 (CLC).

## Toponymie
Le nom de la localité est attesté sous les formes Besmez (1576) ; Besmes.

## Histoire
Jusqu'en 1793, Besmé n'était qu'un hameau dépendant de la paroisse de Camelin, ce qui explique pourquoi il n'y a pas d'église à Besmé.

### Seconde Guerre mondiale
Besmé est défendue en mai-juin 1940 par le 18e régiments de tirailleurs algériens, qui constituait avec le 17e RTA et le 9e zouaves, l'infanterie de la 87e division d'infanterie d'Afrique.
Le lieutenant Pierre Houzé, pilote au groupe de chasse II/5, abattu le 6 juin 1940 au-dessus des combats qui font rage, trouve la mort les armes à la main à Besmé, où combat le 18e RTA, après avoir refusé de se constituer prisonnier. Le lieutenant Pierre Houzé est inhumé dans l'enceinte du monument aux morts de Besmé.

## Politique et administration

### Découpage territorial
La commune de Besmé est membre de la communauté de communes Picardie des Châteaux, un établissement public de coopération intercommunale (EPCI) à fiscalité propre créé le 1er janvier 2017 dont le siège est à Pinon. Ce dernier est par ailleurs membre d'autres groupements intercommunaux.
Sur le plan administratif, elle est rattachée à l'arrondissement de Laon, au département de l'Aisne et à la région Hauts-de-France. Sur le plan électoral, elle dépend du  canton de Vic-sur-Aisne pour l'élection des conseillers départementaux, depuis le redécoupage cantonal de 2014 entré en vigueur en 2015, et de la quatrième circonscription de l'Aisne  pour les élections législatives, depuis le dernier découpage électoral de 2010.

### Administration municipale
| Période                                  | Période                       | Identité         | Étiquette | Qualité                                                    |
| ---------------------------------------- | ----------------------------- | ---------------- | --------- | ---------------------------------------------------------- |
| Les données manquantes sont à compléter. |                               |                  |           |                                                            |
| avant 1877                               | après 1879                    | Cavallier        |           |                                                            |
| mars 2001                                | mars 2008                     | Jean Verroust    | FN        |                                                            |
| mars 2008                                | En cours (au 11 juillet 2020) | Évelyne Bouillon | DVD       | Retraitée de l'agriculture Réélue pour le mandat 2020-2026 |

## Démographie
L'évolution du nombre d'habitants est connue à travers les recensements de la population effectués dans la commune depuis 1793. Pour les communes de moins de 10 000 habitants, une enquête de recensement portant sur toute la population est réalisée tous les cinq ans, les populations de référence des années intermédiaires étant quant à elles estimées par interpolation ou extrapolation. Pour la commune, le premier recensement exhaustif entrant dans le cadre du nouveau dispositif a été réalisé en 2008.

En 2022, la commune comptait 166 habitants, en évolution de +5,73 % par rapport à 2016 (Aisne : −1,97 %, France hors Mayotte : +2,11 %).
| 1793 | 1800 | 1806 | 1821 | 1831 | 1836 | 1841 | 1846 | 1851 |
| ---- | ---- | ---- | ---- | ---- | ---- | ---- | ---- | ---- |
| 143  | 126  | 165  | 189  | 216  | 204  | 214  | 210  | 227  |

| 1856 | 1861 | 1866 | 1872 | 1876 | 1881 | 1886 | 1891 | 1896 |
| ---- | ---- | ---- | ---- | ---- | ---- | ---- | ---- | ---- |
| 220  | 207  | 198  | 191  | 192  | 186  | 173  | 162  | 148  |

| 1901 | 1906 | 1911 | 1921 | 1926 | 1931 | 1936 | 1946 | 1954 |
| ---- | ---- | ---- | ---- | ---- | ---- | ---- | ---- | ---- |
| 150  | 141  | 128  | 124  | 114  | 102  | 109  | 113  | 128  |

| 1962 | 1968 | 1975 | 1982 | 1990 | 1999 | 2006 | 2008 | 2013 |
| ---- | ---- | ---- | ---- | ---- | ---- | ---- | ---- | ---- |
| 152  | 132  | 122  | 131  | 136  | 133  | 154  | 158  | 155  |

| 2018 | 2022 | - | - | - | - | - | - | - |
| ---- | ---- | - | - | - | - | - | - | - |
| 164  | 166  | - | - | - | - | - | - | - |

## Culture locale et patrimoine

### Lieux et monuments

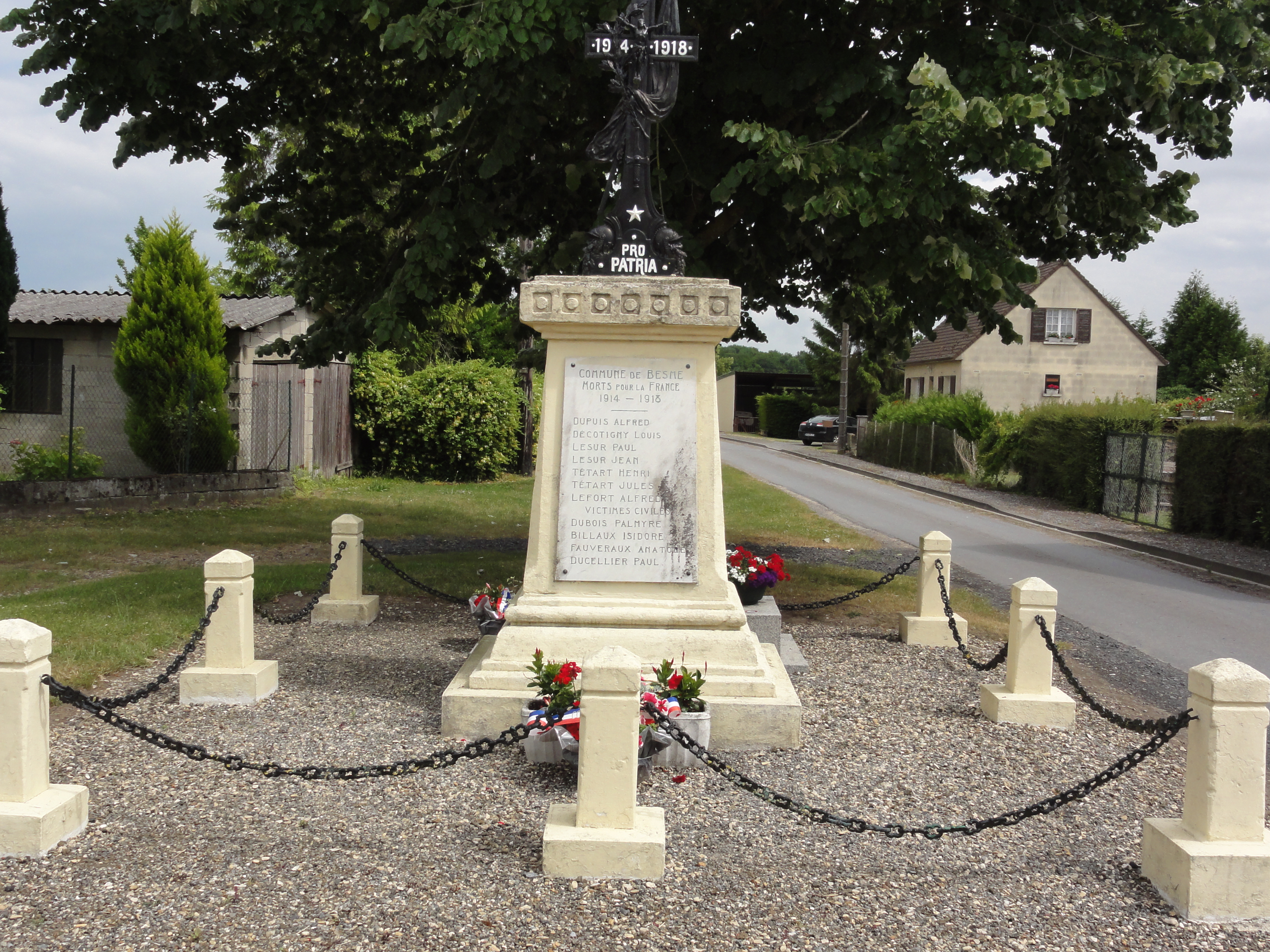
Monument aux morts.

- Début 2017, la commune est « réputée sans clocher »[26].
- Monument aux morts, rue du Lieutenant-Houzé.
- Ancienne gare SNCF de Besmé - Bourguignon-sous-Coucy.
- Rue du Moulin avec son ancien moulin à eau.

## Pour approfondir